# Caloptilia selimpat
Caloptilia selimpat är en fjärilsart som beskrevs av Yuan och Robinson 1993. Caloptilia selimpat ingår i släktet Caloptilia och familjen styltmalar. Inga underarter finns listade i Catalogue of Life.